# 本頓溫泉 (加利福尼亞州)
本頓溫泉（英語：Benton Hot Springs）是位於美國加利福尼亞州莫諾縣的一個非建制地區。該地的面積和人口皆未知。

## 地理
本頓溫泉的座標為37°48′01″N 118°31′44″W / 37.80028°N 118.52889°W，而該地的平均海拔高度為1716米（即5630英尺）。